# Rhizotrogus alcaidei
Rhizotrogus alcaidei är en skalbaggsart som beskrevs av Baraud 1971. Rhizotrogus alcaidei ingår i släktet Rhizotrogus och familjen Melolonthidae. Inga underarter finns listade i Catalogue of Life.